# New Brighton (Pennsylvanie)
Pour l’article homonyme, voir New Brighton.
New Brighton est un borough du comté de Beaver en Pennsylvanie situé au bord de la rivière Beaver à 45 kilomètres au nord-ouest de Pittsburgh.

## Source
- (en) Cet article est partiellement ou en totalité issu de l’article de Wikipédia en anglais intitulé « New Brighton, Pennsylvania » (voir la liste des auteurs).